# Барзилович Семен Андрійович
Семен Андрійович Барзилович (25 квітня 1903, Новий Ропськ — 27 липня 1958, Київ) — український архітектор, художник, педагог, член Спілки архітекторів СРСР.

## Біографія
Народився 12 [25] квітня 1903 року в містечку Новий Ропськ Новозибковського повіту Чернігівської губернії в родині священика. Після закінчення в 1921 році Стародубської середньої школи вступив до Київського архітектурного інституту, реорганізованого в Художній інститут, архітектурний факультет якого закінчив у 1928 році із званням «архітектор-художник, організатор виробництв». Учень П. Альошина, О. Вербицького, П. Хаустова.

Могила Семена Барзиловича

Навчаючись працював, пройшовши шлях з усіх будівельних спеціальностей від чорноробочого до архітектора.
Працював у «Міськбудпроекті», «Військпроекті», «Київпроекті», архітектурних майстернях Управління в справах архітектури Києва та інших установах.
Помер 27 липня 1958 року. Похований в Києві на Лук'янівському цвинтарі (ділянка № 14, ряд 11, місце 15). На могилі квітник, мармурова дошка на огорожі. Текст напису: «Барзилович Семен Андреевич 1903—1958».

## Архітектурна діяльність
Автор понад 100 проєктів житлово-побутового характеру, а також промислового, залізничного, громадського, торговельного та інших, на яких вів авторський нагляд.
Брав участь у проєктуванні та будівництві у Києві:
- кінофабрики (1927—1930);
- залізничного вокзалу (1928—1930);
- добудові театру опери та балету (1937—1938);
- житлового будинку на Нагірній вулиці, 8/32 (1938—1940);
- забудові Гідропарку (1949—1950);
- житлового будинку акторів на Пушкінській вулиці (нині вул. Євгена Чикаленка, 1939—1954);
- житлового будинку на Почайнинській вулиці (1939);
- адміністративного та житлового будинку Київського цукрового тресту на Прорізній вулиці (1940—1945);
- водного басейну в Ботанічному саду (1944);
- житлового будинку 4-ї взуттєвої фабрики на вулиці Фрунзе (нині Кирилівська) (1946—1957);
- будівель пляжу на Трухановому острові (1945—1946);
- сільськогосподарської академії та політехнікуму зв'язку (1945);
- розробка проєкту огорожі біля пам'ятника Богдану Хмельницькому в Києві (1947);
- перепланування та благоустрій Подільського району (1951);
- планування Сінної, Солом'янської та Лук'янівської площ (1949—1950);
- варіанти планування та забудови Дарниці (1949—1950);
- урядової пристані на Дніпрі (1947—1948);
- піонерського табору для дітей заводу «Укркабель» в Пуща-Водиці (1950—1958) та багатьох інших.

Спільно з архітекторами В. Жогою, В. Павленком, Б. Бондаренком в 1945 році розробив проєкт під девізом «Кантата» архітектурного ансамблю Хрещатика (четверта премія), а в 1947—1952 роках брав участь в роботах по його забудові.
Барзиловичу також належить:
- оформлення могили Т. Г. Шевченка в Каневі (1929—1932);
- будинок Червоної армії в Тернополі (1941);
- участь у проєктуванні й будівництві житлового будинку працівників народної освіти в Сталіно (нині Донецьк; 1929—1930).

## Викладацька робота
В 1945—1947 роках вів викладацьку роботу в Київському інженерно-будівельному інституті. Також викладав в Київському залізничному технікумі, Технікумі житлово-цивільного будівництва, залізничні профшколі, на різних курсах по підвищенню кваліфікації будівельників. Серед учнів: В. К. Жернов,  О. О. Анісімов.